# Епархия Линьи
Епархия Линьи (лат. Dioecesis Iceuvensis) — епархия Римско-Католической церкви с центром в городе Линьи, Китай. Епархия Линьи распространяет свою юрисдикцию на часть территории провинции Шаньдун. Епархия Линьи входит в митрополию Цзинаня.

## История
1 июля 1937 года Римский папа Пий XI издал буллу Quo maiores, которой учредил апостольский викариат Ичжоу, выделив его из апостольского викариата Циндао (сегодня – Епархия Циндао).
11 апреля 1946 года Римский папа Пий XII издал буллу Quotidie Nos, которой преобразовал апостольский викариат Ичжоу в епархию Линьи.

## Ординарии епархии
- епископ Карл Христиан Вебер  (2.12.1937 — 7.08.1970);
  - Sede vacante (с 1970 — по настоящее время).

## Источник
- Annuario Pontificio, Libreria Editrice Vaticana, Città del Vaticano, 2003, ISBN 88-209-7422-3
- Булла Quo maiores, AAS 30 (1938), стр. 12
- Булла Quotidie Nos, AAS 38 (1946), стр. 301